# José Mires
Joseph Mires (c. 1785-1829) fue un militar y matemático irlandés que sirvió en los ejércitos insurgentes durante las guerras de independencia hispanoamericanas.

## Biografía
Llegado como capitán del Regimiento de la Reina a Caracas, funda en 1808 la Academia de Matemáticas, parte de la Escuela de Ingeniería Militar gracias a su grado de coronel de ingenieros y se relaciona con grupos de jóvenes patriotas criollos, siendo miembro activo de los círculos revolucionarios, apoyando la Declaración de Independencia y el Primer Congreso. El 29 de septiembre de 1810 era nombrado capitán del 7º. regimiento del batallón de Veteranos del ejército patriota. En 1811 era comandante interino del batallón de Milicias Disciplinadas de la capital. En enero de 1812 es nombrado teniente coronel por el general Santiago Mariño en Güiria. Capturado por los realistas tras la caída de la Primera República de Venezuela el 30 de julio es hecho prisionero en La Guaira. El 8 de septiembre del mismo año fue remitido a España en unión de Juan Germán Roscio, Francisco Isnardi, José Barona, Juan Pablo Ayala, Cortés de Madariaga, Juan Paz del Castillo y Manuel Ruiz. Es el grupo al cual Domingo Monteverde dio el nombre de “los ocho monstruos” en su comunicación a las autoridades de la Península cuando hizo el envío de los prisioneros. Todos fueron confinados en la prisión de Ceuta, después de 7 meses en La Carraca de Cádiz. En 1814, gracias a la intervención del mercader británico Thomas Richards, los prisioneros se fugaron y fueron a dar a Gibraltar, donde se pusieron bajo la protección de la Corona inglesa; pero el Gobernador de la colonia los entregó de nuevo a las autoridades españolas, y de nuevo fueron confinados en Ceuta, hasta recobrar su libertad por mediación del Príncipe Regente británico quien intercedió ante Fernando VII de España, que los indultó el 10 de septiembre de 1815.
A finales de 1815 en Cartagena de Indias ayudó en las defensas de la urbe durante el Asedio español de Cartagena de Indias (1815) que terminó con la victoria del general español Pablo Morillo. En 1821 llega a Guayaquil como el segundo de su antiguo alumno de la Academia, Antonio José de Sucre. El 19 de agosto vence a los realistas en Yaguachi pero es capturado el 12 de diciembre en Huachi. Logra escapar y lucha en la batalla de Pichincha y la Campaña de Pasto. Vuelve a Guayaquil para instalarse definitivamente ahí. En agosto de 1829 había alcanzado el grado de general de división y es nombrado comandante de la aldea de Samborondón durante la Guerra grancolombo-peruana hasta que una columna peruana al mando del coronel neo granadino José Bustamante llegó a la aldea, donde fusiló a Mires y masacró a todos los civiles.